# Petrejoides tenuis
Petrejoides tenuis es una especie de coleóptero de la familia Passalidae.

## Distribución geográfica
Habita en Costa Rica y Panamá.